# Крапчене
Кра̀пчене е село в Северозападна България. То се намира в община Монтана, област Монтана.

## География
През селото минава реката „Шугла“. Старите хора в селото разказват, че по време на войната един турчин минавал със своето куче през реката. Кучето било шугаво, но след като се изкъпали в реката, кучето било излекувано и оттогава реката я наричат „Шугла“. Тази река се влива в р. Огоста, която се влива в р. Дунав.

## История
По времето на османската власт селото се е казвало „Крапче“, но след Освобождението българите променили името на селото за по-лесно произнасяне като добавили една сричка „не“ и селото оттогава се казва „Крапчене“.